# Lednik Atdzjajlo
Lednik Atdzjajlo (ryska: Ледник Атджайло) är en glaciär i Kirgizistan.   Den ligger i oblastet Osj, i den sydvästra delen av landet, 400 km söder om huvudstaden Bisjkek. Lednik Atdzjajlo ligger 4 485 meter över havet.
Terrängen runt Lednik Atdzjajlo är huvudsakligen bergig, men den allra närmaste omgivningen är kuperad.  Trakten runt Lednik Atdzjajlo är nära nog obefolkad, med mindre än två invånare per kvadratkilometer. Det finns inga samhällen i närheten. Trakten runt Lednik Atdzjajlo är permanent täckt av is och snö.